# Principio dell'argomento
In analisi complessa, il principio dell'argomento mette in relazione i poli e gli zeri di una funzione meromorfa con un integrale di linea.

## Enunciato
Sia {\displaystyle \Omega \subset \mathbb {C} }, e sia {\displaystyle \gamma } una catena omologa a zero in {\displaystyle \Omega }. Sia {\displaystyle f} una funzione meromorfa su {\displaystyle \Omega }, con un numero finito di zeri e poli, {\displaystyle z_{1},\dots ,z_{n}\in \Omega }, non appartenenti al supporto della curva {\displaystyle \gamma }. Allora
{\displaystyle \int _{\gamma }{\frac {f'(z)}{f(z)}}dz=2\pi i\sum _{i=1}^{n}{\text{Ind}}_{\gamma }(z_{i}){\text{ord}}_{z_{i}}(f),}dove {\displaystyle {\text{ord}}_{z_{i}}(f)=m_{i}\in \mathbb {Z} } è l'ordine della funzione {\displaystyle f} in {\displaystyle z_{i}}, definito come l'indice del primo coefficiente non nullo della serie di Laurent della funzione {\displaystyle f} centrata in {\displaystyle z_{i}}, per ogni {\displaystyle i=1,\dots ,n}.

## Dimostrazione
Sia {\displaystyle \Omega ':=\Omega \backslash \{z_{1},\dots ,z_{n}\}}. Allora la funzione {\displaystyle {\frac {f'}{f}}} è olomorfa in {\displaystyle \Omega '}. Se si proverà che {\displaystyle {\text{Res}}_{z_{i}}\left({\frac {f'}{f}}\right)={\text{ord}}_{z_{i}}(f)}, dal teorema dei residui, seguirà subito la tesi.
Consideriamo la serie di Laurent della funzione {\displaystyle f} centrata in {\displaystyle z_{i}}, la quale, per semplicità, la scriviamo come {\displaystyle f(z)=(z-z_{i})^{m_{i}}h(z)}, dove {\displaystyle m_{i}} denota l'ordine della funzione {\displaystyle f} nel punto {\displaystyle z_{i}}, ed {\displaystyle h} è una funzione olomorfa in {\displaystyle z_{i}} tale che {\displaystyle h(z_{i})\neq 0}, per ogni {\displaystyle i=1,\dots ,n}. Quindi vale che
{\displaystyle {\frac {f'(z)}{f(z)}}={\frac {m_{i}(z-z_{i})^{m_{i}-1}h(z)+(z-z_{i})^{m_{i}}h'(z)}{(z-z_{i})^{m_{i}}h(z)}}={\frac {m_{i}}{z-z_{i}}}+{\frac {h'(z)}{h(z)}},}dove la funzione {\displaystyle {\frac {h'}{h}}} è olomorfa in {\displaystyle z_{i}}, per ogni {\displaystyle i=1,\dots ,n}. Di conseguenza, {\displaystyle {\text{Res}}_{z_{i}}\left({\frac {f'}{f}}\right)=m_{i}={\text{ord}}_{z_{i}}(f)}, per ogni {\displaystyle i=1,\dots ,n}.

## Corollario
Sia {\displaystyle \Omega \subset \mathbb {C} }, e sia {\displaystyle f} una funzione meromorfa su {\displaystyle \Omega }. Sia {\displaystyle \gamma } una curva chiusa semplice in {\displaystyle \Omega } tale che l'interno di {\displaystyle \gamma } sia contenuto in {\displaystyle \Omega }, ed il supporto di {\displaystyle \gamma } non contenga zeri o poli della funzione {\displaystyle f}. Allora{\displaystyle \int _{\gamma }{\frac {f'(z)}{f(z)}}dz=2\pi i(N_{0}-N_{\infty }),}dove {\displaystyle N_{0}} ed {\displaystyle N_{\infty }} indicano rispettivamente il numero di zeri e poli (contati con i loro ordini) interni alla curva {\displaystyle \gamma }.